# Gabriel Resources
Gabriel Resources Ltd. ist ein an der kanadischen Börse TSX gelistetes Bergbauunternehmen, das in einer Kontroverse im Zusammenhang mit dem Bergwerk Roșia Montană in Siebenbürgen, Rumänien bekannt wurde. 

## Geschichte
Das heute als Gabriel Resources bekannte Unternehmen wurde am 19. Juli 1986 gegründet.
Die Rosia-Montana-Liegenschaften wurden vom kommunistisch regierten Rumänien im Zuge seiner Auflösung im Jahr 1989 an ein von Frank Timis kontrolliertes Unternehmen übertragen. Timis siedelte nach Kanada um und kaufte dort ein stillliegendes, börsennotiertes Unternehmen in Yukon, benannte es in Gabriel Resources um, und übertrug die Liegenschaften in das Unternehmen.
Gabriel Resources wurde im Jahr 2000 an der Börse von Toronto notiert.

## Kontroverse um Roșia Montană
Rosia Montana ist die größte unentwickelte Goldlagerstätte in Europa, die Reserven (englisch Proven and Probable) von 10,1 Mio. Feinunzen Gold und 47,6 Mio. Unzen Silber bei einer Mineralisierung von 1,46 g/t Gold und 6,88 g/t Silber bietet. Das Bergwerk wird auf eine Ertragsstärke von 626.000 Unzen Gold jährlich über die ersten fünf Jahre nach der Erschließung eingeschätzt. Über 16 Jahre hinweg soll die Mine jährlich durchschnittlich 500.000 Unzen Gold und 1,79 Millionen Unzen Silber liefern. Bisher wurden für das Projekt 125 Familien nach Alba Iulia umgesiedelt.
Das Abbaugebiet gehört der Roșia Montană Gold Corporation S.A. (RMGC), einer rumänischen Gesellschaft, an der Gabriel Resources einen Anteil von 80,69 % hält. Die restlichen Anteile gehören CNCAF Minvest S.A., einer rumänischen Staatsholding.
In der Nähe von Roșia Montană besitzt Gabriel Resources außerdem Explorationslizenzen für die Vorkommen Bucium Rodu Frasin (Au-Ag) und Bucium Tarnita (Cu-Au).
Das Projekt liegt in einem Gebiet, in dem schon seit Jahrhunderten Bergbau betrieben wird. Im Jahr 2006 wurde das Areal von Minvest für den offenen Bergbau vorgeschlagen.
Das Projekt ist Gegenstand vielfältiger Proteste. Im September 2013 protestierten Menschen in Bukarest, Klausenburg und anderen rumänischen Städten gegen das Vorhaben, unter anderem wegen der beim Abbau und bei der Aufbereitung geplanten Chemie mit Cyaniden, die schon in anderen rumänischen Bergwerksprojekten schwere Schäden verursachten. Als eines der Ergebnisse fielen die Aktien von Gabriel um 64 Prozent, die Bewertung des Unternehmens ist von Scotia Capital ausgesetzt.
Wegen der Blockade des Projekts hat Gabriel Resources im Juli 2015 Klage beim Internationalen Zentrum zur Beilegung von Investitionsstreitigkeiten eingereicht.